# Bezirk Marienbad

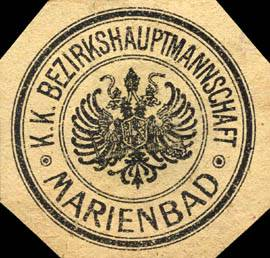
Bezirkshauptmannschaft Marienbad – Siegelmarke

Der Bezirk Marienbad (tschechisch politický okres Mariánské Lázně) war ein Politischer Bezirk im Königreich Böhmen. Der Bezirk umfasste Gebiete in Westböhmen (Okres Cheb). Sitz der Bezirkshauptmannschaft (tschechisch Okresní hejtmanství Mariánské Lázně) war die Stadt Marienbad (Mariánské Lázně, heute Český Mariánské Lázně). Das Gebiet gehörte seit 1918 zur neu gegründeten Tschechoslowakei und ist seit 1993 Teil Tschechiens.

## Geschichte
Die modernen, politischen Bezirke der Habsburgermonarchie wurden 1868 im Zuge der Trennung der politischen von der judikativen Verwaltung geschaffen.
Das spätere Gebiet des Bezirks Marienbad gehörte zunächst zum Kreis Eger bzw. Kreis Bunzlau und verteilte sich auf die Gerichtsbezirke Tepl, Petschau und Bad Königswart (anfangs „Königswart“).
Das Gebiet wurde im Zuge der Trennung der politischen von der judikativen Verwaltung ab 1868 Teil der BezirkeTepl, Karlsbad und Plan.
Mit der Errichtung des Gerichtsbezirks Marienbad wurde 1888 die Grundlage für die Schaffung des Bezirks Marienbad festgelegt, wobei der Gerichtsbezirk zehn Gemeinden des Gerichtsbezirks Tepl und der Stadt Sangenberg des Gerichtsbezirks Petschau gebildet wurde. Der Gerichtsbezirk Marienbad blieb jedoch zunächst Teil des Bezirks Tepl.
Per 1. Oktober 1902 bildete in der Folge die Gerichtsbezirke Marienbad und Bad Königswart den Bezirk Marienbad.
Der Bezirk Marienbad umfasste 1910 eine Fläche von 322,25 km² und eine Bevölkerung von 31.993 Personen. Von den Einwohnern hatte 1910 31.656 Deutsch als Umgangssprache angegeben. Weiters lebten im Bezirk 14 Tschechischsprachige und 323 Anderssprachige oder Staatsfremde.

## Gemeinden
Der Bezirk Marienbad umfasste Ende 1914 die 39 Gemeinden Zeidlweid (Brtná), Kuttnau (Chotenov), Untersandau (Dolní Žandov), Grafengrün (Háj), Hollowing (Holubín), Obersandau (Horní Žandov), Tannaweg (Jedlová), Klemensdorf (Klimentov), Schönthal (Krásné), Bad Königswart (Lázně Kynžvart), Perlsberg (Lazy), Kleinsichdichfür (Malá Hleďsebe), Kleinschüttüber (Malá Šitboř), Marienbad (Mariánské Lázně), Miltigau (Milíkov), Einsiedl (Mnichov), Krottensee (Mokřina), Habakladrau (Ovesné Kladruby), Pistau (Pístov), Markusgrün (Podlesí), Sangerberg (Prameny), Royau (Rájov), Rauschenbach (Sítiny), Lohhäuser (Slatina), Schönficht (Smrkovec), Altwasser (Stará Voda), Tachauer Schmelzthal (Tachovská Huť), Teschau (Těšov), Königswarter Dreihacken (Tři Sekery), Tachauer Dreihacken (Tři Sekery), Amonsgrün (Úbočí), Auschowitz (Úšovice), Schanz (Valy), Großsichdichfür (Velká Hleďsebe), Wilkowitz (Vlkovice), Maiersgrün (Vysoká), Hohendorf (Zádub), Abaschin (Závišín) und Rockendorf (Žitná Rochlitz).